# Brachyhospes
Brachyhospes is een kevergeslacht uit de familie van de boktorren (Cerambycidae). De wetenschappelijke naam van het geslacht werd voor het eerst geldig gepubliceerd in 2012 door Juhel & Bentanachs.

## Soorten
Brachyhospes omvat de volgende soorten:
- Brachyhospes reticollis (Quedenfeldt, 1888)
- Brachyhospes scutellaris (Hintz, 1919)